# Arzene
Arzene là một đô thị ở tỉnh Pordenone trong vùng Friuli-Venezia Giulia, có cự ly khoảng 80 km về phía tây bắc của Trieste và khoảng 15 km về phía đông của Pordenone. Tại thời điểm ngày 31 tháng 12 năm 2004, đô thị này có dân số 1.693 người và diện tích là 12,1 km².
Đô thị Arzene có các frazione (đơn vị cấp dưới) San Lorenzo.
Arzene giáp các đô thị: Casarsa della Delizia, San Giorgio della Richinvelda, San Martino al Tagliamento, Valvasone, Zoppola.